# سارا تیزدیل

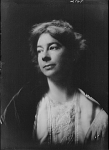
سارا تیزدیل در ۱۹۱۹

سارا تیزدِیل (به انگلیسی: Sara Teasdale) (زاده ۸ اوت ۱۸۸۴ – درگذشته ۲۹ ژانویه ۱۹۳۳) شاعر آمریکایی بود.
تیزدِیل، در ۸ اوت ۱۸۸۴ در ایالت میزوری متولد شد. نخستین شعرش «انعکاس نیزار» را در سال ۱۹۰۷ در روزنامه محلی منتشر نمود و نخستین مجموعه شعرش در سال ۱۹۰۷ به بازار آمد. دومین مجموعه شعر وی با عنوان هلن از تراوا و دیگر اشعار سال ۱۹۱۱ و مجموعه رودخانه‌ها به دریا را در سال ۱۹۱۵ منتشر شد. او سال ۱۹۱۸ با انتشار مجموعه شعر ترانه‌های عاشقانه برنده جایزه انجمن شعر دانشگاه کلمبیا، جایزه پولیتزر و جایزه انجمن شعر آمریکا شد. وی ۲۹ ژانویه ۱۹۳۳ درگذشت.